# Jaroszówka (województwo świętokrzyskie)
Jaroszówka – kolonia w Polsce położona w województwie świętokrzyskim, w powiecie sandomierskim, w gminie Dwikozy.
Administracyjnie Jaroszówka jet sołectwem w gminie Dwikozy.
| SIMC    | Nazwa  | Rodzaj        |
| ------- | ------ | ------------- |
| 0790440 | Smyków | część kolonii |

W latach 1975–1998 miejscowość administracyjnie należała do województwa tarnobrzeskiego.